# La corona di ghiaccio
La corona di ghiaccio (Wintersmith) è un romanzo fantasy di Terry Pratchett, pubblicato per la prima volta nel 2006. Fa parte di una serie di libri rivolti ai ragazzi (ma non solo), ed ambientati nel Mondo Disco. È il terzo libro della serie dedicata a Tiffany Aching e segue Un cappello pieno di stelle. 

## Storia
Tiffany è cresciuta. Non è forse ancora una "piccola donna", ma inizia a fare i conti con i primi problemi di cuore. Roland, salvato due libri prima, si è rivelato meno scemo di quanto apparisse ed il continuo scambio epistolare intercorrente fra i due sembrerebbe un preludio perfetto per un'idilliaca storia d'amore. O almeno così sarebbe stato se Tiffany non avesse seguito i suoi piedi. Una strega, infatti, ha molti nemici, il primo dei quali è se stessa. Per una strega danzare durante un ballo propiziatorio semplicemente perché trasportata dal ritmo può essere pericoloso: soprattutto quando il ballo è in onore dell'Invernaio (Winthersmith in originale). Soprattutto quando l'elementare creatura si invaghisce di lei. Quando poi lo stesso elementare inizia a seguirti ovunque, portando freddo e neve, scrivendo il tuo nome con la brina sulle finestre e imprimendo la tua faccia su ogni fiocco di neve, al pericolo si aggiunge un certo imbarazzo. 
Tiffany continua quindi a crescere, fra lusinghe amorose e responsabilità stregonesche, presumibilmente nell'ultimo libro che la vede apprendista: d'altra parte con una Nonnina Weatherwax che ti insegna ad essere strega ed una Tata Ogg che ti insegna ad essere donna, un libro basta e avanza. Nell'ultima (per il momento) avventura di Tiffany il personaggio matura probabilmente definitivamente, gettando le basi (si spera) per una nuova generazione di Streghe. Il libro, come al solito, è scontatamente intelligente e divertente e sguazza nel tema del divino e della credenza popolare (e di quanto la credenza, in un mondo di fantasia, possa essere reale), tema caro e più che ricorrente alla penna inglese di Pratchett.

## Personaggi
- Tiffany Aching: ufficialmente quasi-strega ma strega dalla nascita. Lusingata dalle attenzioni del Fabbro dell'Inverno, fa i conti con una parte femminile che non credeva di avere e che scopre non interferire affatto con la sua natura di strega: forse il diventare una divinità, d'altra parte, potrebbe essere problematico.
- Nonnina Weatherwax: Decana delle Streghe. Il suo compito è quello di tenere sempre in tensione Tiffany. Riconosce il suo potenziale e, di conseguenza, si guarda bene dall'aiutarla, lasciandola anche, talvolta, sbagliare. L'ineffabilità dei suoi piani è però tale che non lascia capire quanto e come si fidi di Tiffany e soprattutto cosa voglia effettivamente dalla ragazzina. Inspiegabilmente, qualsiasi cosa succeda, vince sempre.
- Tata Ogg: Decana delle Streghe e donna di facilissimi costumi. Insegna a Tiffany che il potere che le streghe hanno sul genere umano è grande, ma non quanto quello che hanno le donne sui singoli uomini.
- Miss Treason: strega artista del Boffo. Completamente cieca e sorda, ma simili caratteristiche in una strega sono più caratterizzazioni che veri e propri handicap.
- Miss Tick: strega itinerante. La prima insegnante di Tiffany.
- "L'Invernaio" (in orig. Wintersmith; letteralmente il Fabbro dell'Inverno): entità elementale che si invaghisce di Tiffany.
- Estate: entità elementale che si ingelosisce di Tiffany.
- Anoia, Divinità-delle-cose-che-fanno-incastrare-il-cassetto: ex-elementale e consigliera di Tiffany.
- Annagramma: si presenta come la nemesi di Tiffany, appare come tutto ciò che Tiffany crede non debba essere una strega. Tuttavia non va sottovalutata.
- Roland: figlio del Barone, prossimo ad essere Barone e basta. Amico di Tiffany. Appare decisamente più scaltro di quanto non fosse nel primo libro.
- Nac Mac Feegle: piccoli ometti blu, sempre ubriachi, artisti del furto e della lotta libera (nel senso che si sentono liberi di lottare con qualsiasi cosa gli capiti a tiro).

## Edizioni
- Terry Pratchett, La corona di ghiaccio, traduzione di Fabio Paracchini, Arnoldo Mondadori Editore, 2008,  p. 355, ISBN 978-88-04-57722-5.